# نظرية البيان الطوبولوجية
في الرياضيات، نظرية المخططات الطوبولوجية هو فرع من نظرية المخططات الذي يهتم بدراسة احتواء المخططات ضمن السطوح.
إن عملية احتواء مخطط في سطح، يعني رسم المخطط على سطح مستوي، أو كروي مثلاً بدون أن يكون هناك تقاطع لضلعين من أضلاع المخطط. أحد أبسط المسائل في نظرية المخططات الطوبولوجية هي مسألة الأكواخ الثلاثة. لهذه النظرية العديد من التطبيقات، مثلاً في طباعة الدارات الإلكترونية حيث يطلب طباعة الدارة على لوحة بدون أن يكون هناك أي تقاطع لخطي نقل مما يسبب دائرة قصر.